# Église Saint-Jean de Caselles
L'église Saint-Jean de Caselles (catalan : església de Sant Joan) est une église romane du XIe siècle située à Canillo, en Andorre. L'édifice est classé Bé d'interès cultural par l'État andorran.

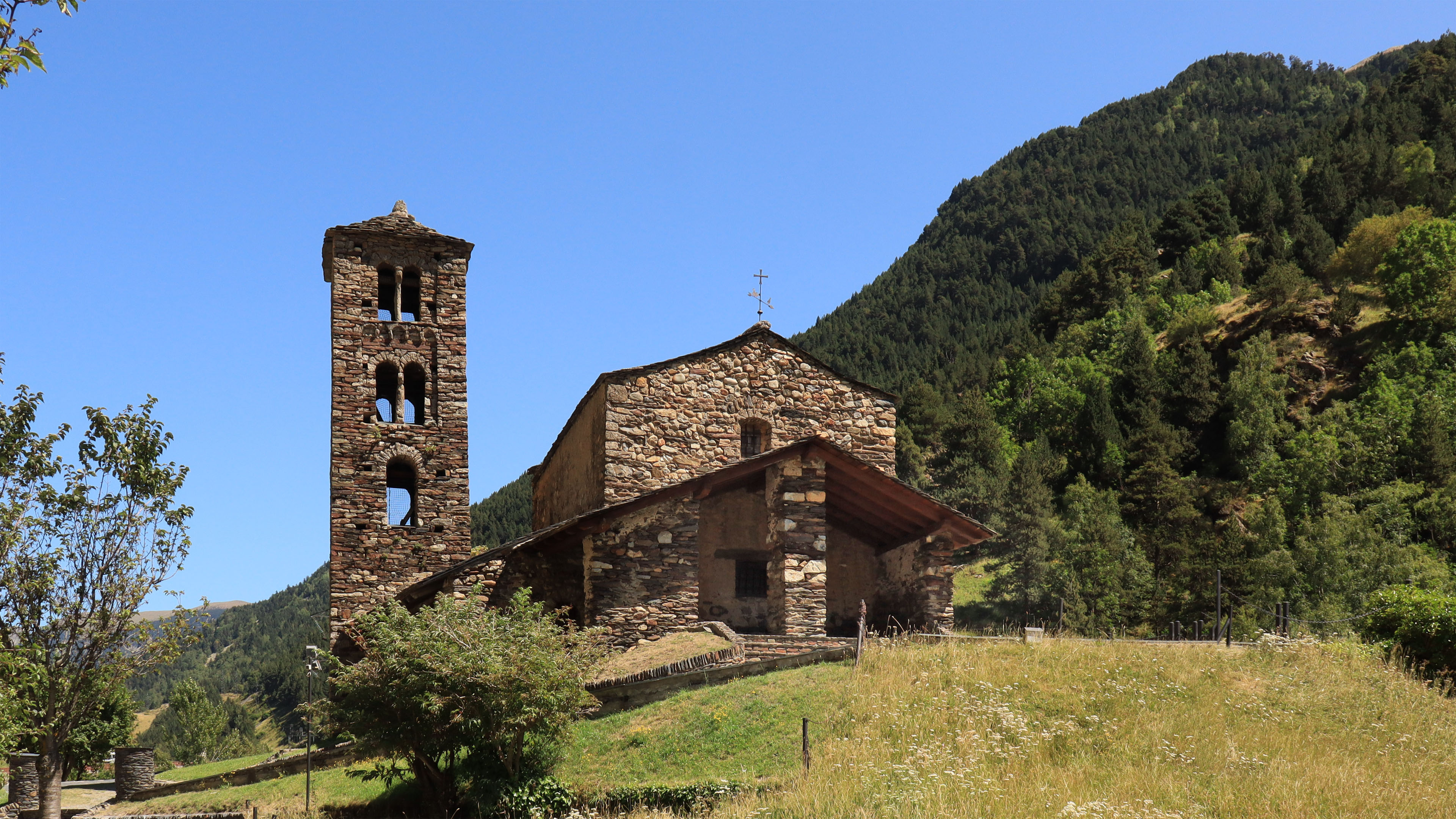
L'église côté porche.

## Situation
L'église est située à la sortie de Canillo, paroisse du nord-est du pays, en direction de la France.

## Historique

### Vestiges
Elle renferme les vestiges d’un Christ en majesté roman en stuc, datant du XIIe siècle, ainsi qu'une fresque murale qui représente la Crucifixion avec saint Longin et Stephaton, accompagnés du Soleil et de la Lune à moitié cachés. Il représente le passage du Calvaire.
Une grille en fer forgé barre l'accès au retable.

### Arts
S'y trouve un retable datant du XVIe siècle, d'une qualité exceptionnelle. Influencé par le style Renaissance italien et germanique, il représente des scènes de la vie et du martyre de saint Jean, auteur de l'Apocalypse et saint patron de l’église. Avec notamment ses visions à Patmos.

## Architecture

Plan de l'église Saint-Jean de Caselles

Typique du style roman andorran-catalan,, L'architecture de cette chapelle se caractérise notamment par :
- la nef est rectangulaire, haute et simple avec une charpente et un parquet en bois[4]. La décoration d'époque romane, peinte sur les frises dissimule les joints de la charpente.
- l'abside est de forme semi-circulaire[3].
- le clocher carré du style du premier art roman[5],[3] se situe au nord de la nef. Trois étages de fenêtres typiques composent sa façade et allègent sa structure[3].

Deux porches sur les murs nord et ouest ont été rajoutés probablement aux XVIe – XVIIe siècles.

## Représentations culturelles
Plusieurs timbres de la principauté d'Andorre représentent son retable.